# Leonid Iwanowitsch Babaschow

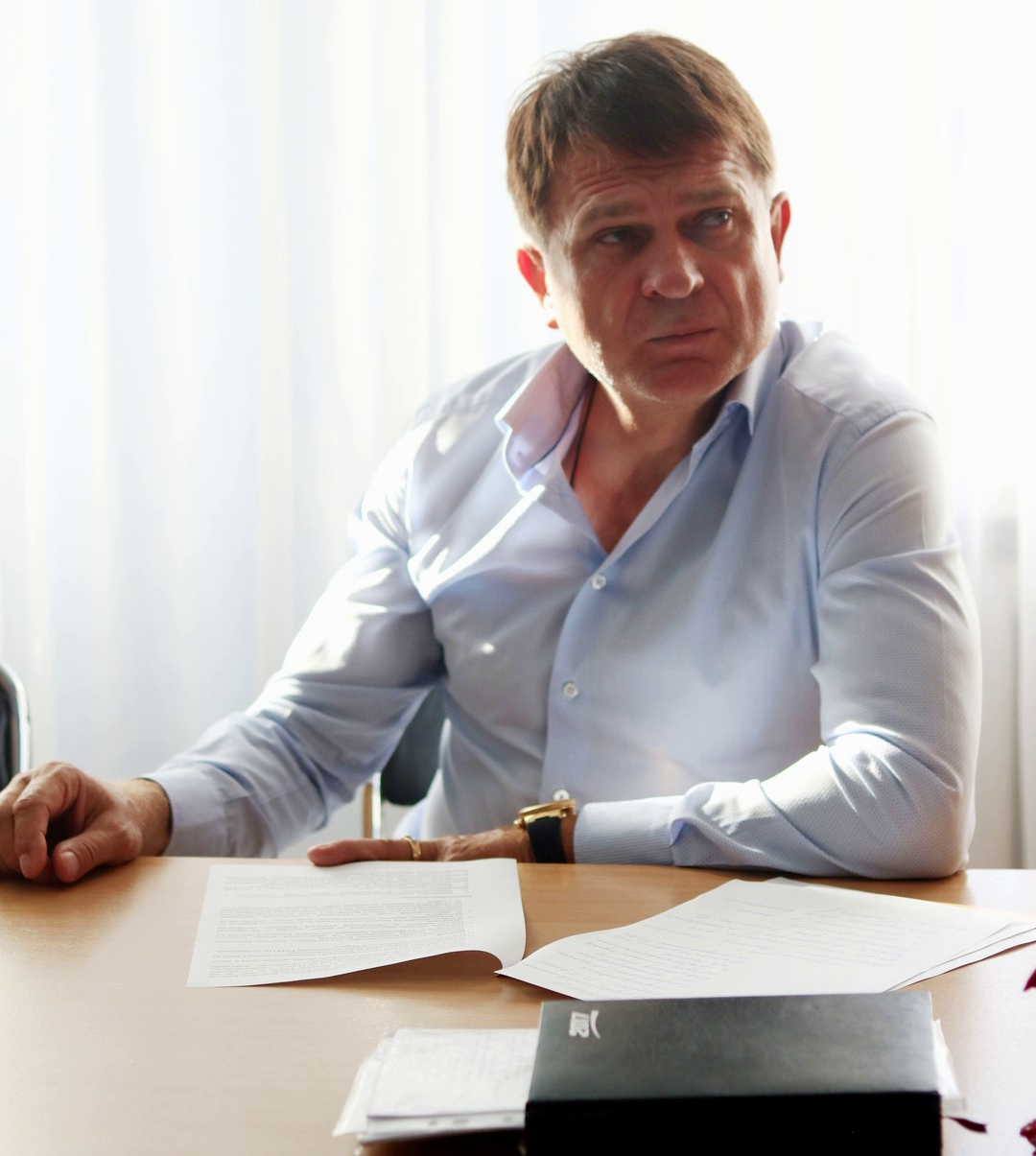
Leonid Iwanowitsch Babaschow

Leonid Iwanowitsch Babaschow (russisch Леонид Иванович Бабашов; ukrainisch Леонід Іванович Бабашов; * 31. Januar 1966 im Dorf Petrowka, Rajon Krasnohwardijske; Oblast Krim; Ukrainische SSR, UdSSR) ist ein russischer Politiker und Abgeordneter der Staatsduma seit 2021.

## Biografie
Babaschow begann Anfang der 1990er Jahre, sich unternehmerisch zu betätigen. Er war unter anderem Inhaber eines Autobahnbauunternehmens, das wiederholt Ausschreibungen auf dem Gebiet der Halbinsel Krim gewann.
1995 absolvierte Babaschow die Kiewer Nationale Universität für Bauwesen und Architektur. 2016 erwarb er einen Bachelor-Abschluss in Rechtswissenschaften von der Föderalen Wernadskij-Universität, die nach der Annexion der Krim durch Russland 2014 auf der Basis der Nationalen Taurischen Wernadskyj-Universität errichtet worden ist.
Lange Jahre war Babaschow Vizepräsident des Segelverbands von Krim. Nach der Eroberung der Halbinsel durch Russland ging er in die Politik und trat der Regierungspartei "Einiges Russland" bei. Bei der Wahl des Staatsrats der Republik Krim 2014 wurde er als Abgeordneter gewählt. Daraufhin hat ihn der Nationale Sicherheits- und Verteidigungsrat der Ukraine sanktioniert. 2019 wurde er wiedergewählt.
Bei der Parlamentswahl in Russland 2021 bekam er 58 Prozent der Stimmen und zog als Abgeordneter in de Staatsduma.
Aufgrund des russischen Überfalls auf die Ukraine befindet sich Babaschow seit Beginn des Krieges auf der Sanktionsliste vieler westlicher Staaten.